# Спільні комісії з питань співробітництва
Спільні комісії з питань співробітництва - органи, що створюється на основі міждержавних і міжурядових угод. Зазвичай складається з двох частин.
Засідання комісій проводяться зазвичай один раз на рік почергово в різних країнах.
Україна має спільні міжурядові комісія з такими країнами
1. Австрія — Українсько-австрійська змішана комісія з питань торговельно-економічних зв'язків
2. Азербайджан — Спільна міжурядова українсько-азербайджанська комісія з питань економічного співробітництва
3. Аргентина — Спільна українсько-аргентинська міжурядова комісія з торговельно-економічного співробітництва
4. Бельгія — Міжурядова українсько-бельгійська змішана комісія з торговельно-економічного та фінансового співробітництва
5. Білорусь — Міжурядова українсько-білоруська змішана комісія з питань торговельно-економічного співробітництва
6. Болгарія — Українсько-болгарська спільна міжурядова комісія з економічного співробітництва
7. Боснія і Герцеговина — Спільний українсько-боснійсько-герцеговинський комітет
8. Бразилія — Спільна українсько-бразильська міжурядова комісія з торговельно-економічного співробітництва
9. Венесуела — Міжурядова українсько-венесуельська комісія з двостороннього співробітництва
10. В'єтнам — Українсько-в'єтнамська міжурядова комісія з питань торговельно-економічного та науково-технічного співробітництва
11. Вірменія — Спільна міжурядова українсько-вірменська комісія з питань економічного співробітництва
12. Греція — Міжурядова спільна українсько-грецька робоча група з економічного, промислового, технічного та наукового співробітництва
13. Грузія — Спільна міжурядова українсько-грузинська комісія з питань економічного співробітництва
14. Естонія — Міжурядова українсько-естонська комісія з торговельно-економічного та науково-технічного співробітництва
15. Єгипет — Українсько-єгипетська міжурядова комісія з торговельно-економічного та науково-технічного співробітництва
16. Ізраїль — Міжурядова українсько-ізраїльська комісія з питань торгівлі та економічного співробітництва
17. Індія — Міжурядова українсько-індійська комісія по торговельному, економічному, науковому, технічному, промисловому і культурному співробітництву
18. Індонезія — Міжурядова українсько-індонезійська комісія з економічного та технічного співробітництва
19. Ірак — Українсько-іракська спільна комісія з питань торговельного, економічного, наукового та технічного співробітництва
20. Іран — Міжурядова українсько-іранська спільна комісія з економічного та торговельного співробітництва
21. Іспанія — Українсько-іспанська змішана міжурядова комісія з економічного і промислового співробітництва
22. Італія — Українсько-італійська рада з економічного, промислового і фінансового співробітництва
23. Йорданія — Спільна українсько-йорданська комісія з торговельно-економічного співробітництва
24. Казахстан — Спільна міждержавна українсько-казахстанська комісія з економічного співробітництва
25. Китай — Міждержавна комісія зі співпраці між Україною та Китайською Народною Республікою[2][3]
26. Корея — Міжурядова українсько-корейська комісія з питань торговельно-економічного співробітництва
27. Куба — Міжурядова українсько-кубинська комісія з питань торговельно-економічного та науково-технічного співробітництва;
28. Кувейт — Міжурядова українсько-кувейтська комісія з питань економічного, технічного та торговельного співробітництва
29. Латвія — Міжурядова українсько-латвійська комісія з економічного, промислового і науково-технічного співробітництва
30. Литва — Міжурядова українсько-литовська комісія з питань торговельно-економічного та науково-технічного співробітництва
31. Ліван — Міжурядова українсько-ліванська комісія з торговельно-економічного співробітництва;
32. Північна Македонія — Міжурядова українсько-македонська комісія з питань торговельно-економічного співробітництва
33. Північна Македонія — Спільний комітет з імплементації Угоди про вільну торгівлю між Україною та Північною Македонією
34. Марокко — Міжурядова українсько-марокканська комісія з питань торговельно-економічного, науково-технічного та культурного співробітництва;
35. Мексика — Українсько-мексиканська міжурядова комісія
36. Молдова — Міжурядова українсько-молдовська змішана комісія з питань торговельно-економічного співробітництва
37. Монголія — Міжурядова українсько-монгольська комісія з питань торговельно-економічного співробітництва;
38. Німеччина — Українсько-німецька група високого рівня з економічного співробітництва
39. Німеччина (Баварія) — Постійна українсько-баварська робоча комісія
40. Об'єднані Арабські Емірати — Міжурядова українсько-еміратська комісія з питань торговельно-економічного співробітництва
41. Парагвай — Спільна українсько-парагвайська комісія з питань торговельно-економічного співробітництва
42. Перу — Спільна українсько-перуанська міжурядова комісія з питань торговельно-економічного співробітництва
43. Польща — Українсько-польська міжурядова комісія з питань економічного співробітництва
44. Португалія — Українсько-португальська спільна комісія з економічного співробітництва
45. Румунія — Українсько-румунська спільна комісія з питань економічного, промислового, наукового та технічного співробітництва;
46. Саудівська Аравія — Міжурядова українсько-саудівська комісія з торговельно-економічного та науково-технічного співробітництва
47. Сербія — Міжурядова українсько-сербська комісія з питань торговельно-економічного та науково-технічного співробітництва
48. Сирія — Міжурядова українсько-сирійська комісія з питань торговельно-економічного та технічного співробітництва
49. Словаччина — Українсько-словацька змішана комісія з питань економічного, промислового і науково-технічного співробітництва
50. Словенія — Спільна українсько-словенська комісія з питань торговельно-економічного співробітництва
51. США — Українсько-американська рада з торгівлі і інвестицій
52. Таїланд — Міжурядова спільна комісія з питань двостороннього співробітництва між Україною та Королівством Таїланд;
53. Туреччина — Міжурядова українсько-турецька комісія з торговельно-економічного співробітництва
54. Туркменістан — Спільна міжурядова українсько-туркменська комісія з питань економічного співробітництва
55. Угорщина — Українсько-угорська спільна комісія з питань економічного співробітництва;
56. Фінляндія — Міжурядова українсько-фінляндська змішана комісія з питань торгівлі та економічного розвитку
57. Франція — Українсько-французька міжурядова змішана комісія з економічного співробітництва
58. Хорватія — Міжурядова українсько-хорватська комісія з питань торговельно-економічного співробітництва
59. Чехія — Українсько-чеська змішана комісія з питань економічного, промислового і науково-технічного співробітництва
60. Чилі — Українсько-чилійська міжурядова комісія з питань торговельно-економічного співробітництва
61. Швейцарія — Українсько-швейцарський комітет з торговельно-економічного співробітництва